# Romolo (sommergibile)
Il Romolo è stato un sommergibile da trasporto della Regia Marina, appartenente alla classe R.

## Storia
Le prove e l'addestramento dell'equipaggio durarono molto meno del solito, causa l'impellente necessità di usare il sommergibile per il trasporto di metalli e minerali dalla Sardegna.
Il Romolo salpò da Taranto, diretto a Napoli, nel pomeriggio del 15 luglio 1943, al comando del c.c. Alberto Crepas. Però gli Alleati, allarmati dalla possibilità che il Romolo (ed il gemello Remo) potessero venire impiegati per il trasporto di armi speciali che stavano venendo studiate in Germania, o di materiali necessari alla loro costruzione, si erano informati sui suoi spostamenti attraverso lo spionaggio e avevano preparato attacchi aerei e agguati con sommergibili per eliminare le due unità: il Romolo infatti scomparve senza lasciare traccia.
Dopo la guerra si poté venire a sapere della sorte toccata al sommergibile: un velivolo della Royal Air Force l'aveva attaccato con cinque bombe intorno alle 3.20 antimeridiane del 18 luglio, a sudest di Capo Spartivento, ad una quindicina di miglia dalle coste calabresi; nonostante la reazione delle mitragliere del Romolo, qualcuna delle bombe l'aveva colpito a poppavia della torretta.
Non era però affondato subito: dopo essere rimasto fermo per una ventina di minuti, verso le 4.50 il sommergibile era stato avvistato nuovamente, mentre navigava lentamente in direzione della costa, con rotta 010°, perdendo carburante, per poi affondare circa un'ora più tardi.
Viste le condizioni meteorologiche (mare calmo) e la scarsa distanza dalla riva, è improbabile che, se il Romolo fosse affondato per i danni riportati nell'attacco, non ci fosse stato il tempo per l'equipaggio di abbandonarlo e la possibilità di raggiungere la riva a nuoto; è quindi verosimile che, in un secondo tempo, sia stato distrutto da un'esplosione causata dallo scoppio dei depositi munizioni o dall'idrogeno delle batterie.
Non si salvò nessuno dei 60 membri dell'equipaggio (il comandante c.c. Alberto Crepas, 6 altri ufficiali e 53 fra sottufficiali e marinai).
A circa 1450 metri di profondità, non distante dal luogo indicato per l'affondamento del Romolo (37°20' N e 16°18' E poi corretto in 37°50' N e 16°18' E) è stata rilevata una grossa massa ferrosa che potrebbe corrispondere al relitto del sommergibile.